# ヴァサイー
ヴァサイー（マラーティー語：वसई vasa'ī、英語：Vasai）は、インドのマハーラーシュトラ州、パールガル県の都市。バセイン（Bassein）とも呼ばれる。

## 歴史

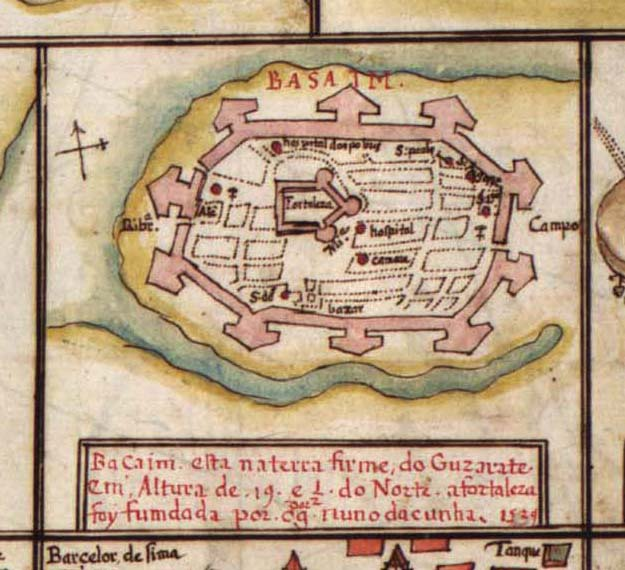
バセインの地図（1630年）

16世紀以降、ポルトガル勢力の支配下にあった。
1739年、マラーター王国によって奪取された。
1774年、イギリスの支配下となった。